# تبار تیغی‌موش‌ها
تبار تیغی‌موش‌ها (نام علمی: Echimyini) نام یک تبار از زیرخانواده تیغی‌موشیان است.